# Ruellia sarukhaniana
Ruellia sarukhaniana är en akantusväxtart som beskrevs av T.P. Ramamoorthy. Ruellia sarukhaniana ingår i släktet Ruellia och familjen akantusväxter. Inga underarter finns listade i Catalogue of Life.